# Elger Alarcón
Elger Paolo Alarcón (Resistencia, Argentina, 5 de enero de 1928) es un exfutbolista argentino que jugaba como delantero durante las décadas de 1950 y 1960. Es uno de los máximos goleadores históricos del club Deportes Quindío.

## Clubes
| Club                | País                | Año                 | Partidos | Goles |
| ------------------- | ------------------- | ------------------- | -------- | ----- |
| Tiro Federal        | Argentina           | 1949                | 29       | 22    |
| Deportes Quindío    | Colombia            | 1951-1954           | 83       | 56    |
| Banfield            | Argentina           | 1957                | 6        | 1     |
| Total en la carrera | Total en la carrera | Total en la carrera | 118      | 79    |